# Macroregiunea 2
Macroregiunea 2 este o mărime statistică, fără personalitate juridică, pusă în practică anul 2001 (OUG 75/2001), prin cumularea datelor strânse de direcțiile generale de statistcă regională din două regiuni de dezvoltare: Regiunea de dezvoltare Nord-Est și Regiunea de dezvoltare Sud-Est. Este alcătuită din următoarele județe: Bacău, Botoșani, Brăila, Buzău, Constanța, Galați, Iași, Neamț, Suceava, Tulcea, Vaslui și Vrancea.

Macroregiunea 2